# Frederick Lowy

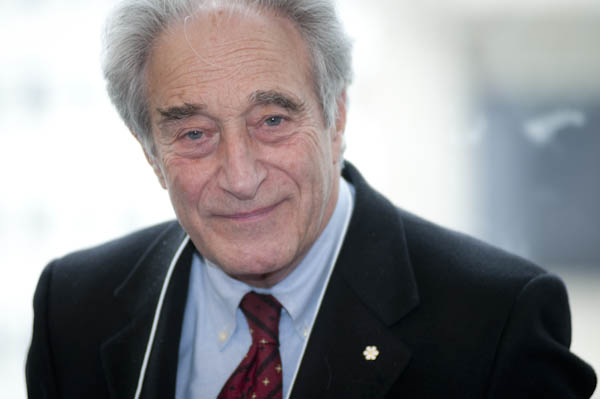
Frederick Lowy (2011)

Frederick Hans Lowy, OC (* 1. Januar 1933 in Großpetersdorf, Österreich) ist ein kanadischer Psychiater und ehemaliger Präsident und Vizekanzler der Concordia University.

## Leben und Karriere
Lowy wurde 1933 im österreichischen Großpetersdorf geboren. Im Alter von 13 Jahren zog er nach Montreal. Nach seinem Abschluss an der Baron Byng High School studierte Lowy Medizin an der McGill University und schloss im Jahr 1959 das Studium ab. Als Student wurde er Chefredakteur der Studentenzeitung McGill Daily. In den späten 1960er Jahren war er psychiatrischer Berater am Royal Victoria Hospital and Neurological Institute, einem Vorgänger des McGill University Health Centre.
Lowy zog 1974 nach Toronto und wurde Direktor des Clarke Institute of Psychiatry, einem psychiatrischen Krankenhaus, und als Nachfolger von Robin CA Hunter Professor für Psychiatrie an der University of Toronto. Er arbeitete von 1980 bis 1987 als Dekan der Medizinischen Fakultät. Er war Gründer und erster Direktor des Zentrums für Bioethik (heute University of Toronto Joint Centre for Bioethics). 1995 kehrte er nach Montreal zurück, um der vierte Rektor und Vizekanzler der Concordia University zu werden (2004 wurde der Titel auf „President and Vice-Chancellor“ geändert). Er hielt dieses Amt bis zum 1. August 2005 inne.
Lowy war der erste Vorsitzende des kanadischen Tri-Councils (Medical Research Council, Natural Sciences and Engineering Research Council, Social Sciences and Humanities Research Council), Arbeitsgruppe Ethik der Forschung am Menschen (1994–1995) und stellvertretender Vorsitzender des Krankenhaus-Restrukturierung-Ausschusses, Metro Toronto District Health Council (1994–1995). Er ist Fellow des Royal College of Physicians and Surgeons of Canada sowie Mitglied auf Lebenszeit der Canadian Psychiatric Association, der American Psychiatric Association und des American College of Psychiatrists. Er ist auch Mitglied der Canadian Medical Association und der Internationalen Psychoanalytischen Vereinigung. Lowy war als Mediziner am Cincinnati General Hospital, dem Ottawa Civic Hospital und dem Toronto General Hospital tätig. Er hat auch als Berater für zahlreiche Forschungseinrichtungen und Krankenhäusern gearbeitet.
Lowy hat zahlreiche Vorträge gehalten und Schriften veröffentlicht. Seine jüngsten Publikationen untersuchen ethische Fragen, die moderne Ärzte und Gesundheitswissenschaftler stellen. Er war Mitglied des Board of Directors des Montreal Board of Trade und der Centraide (Montreal), Vize-Präsident der Konferenz der Rektoren und Schulleiter von Quebec, und gehörte dem Vorstand des National Ballet of Canada an. Er war Treuhänder bei Sunnybrook Health Sciences Centre, dem Mount Sinai Hospital, St. Michael’s Hospital und Toronto Hospital, und dem Ontario Cancer Institute. Im Auftrag der Regierung von Ontario leitete er von 1988 bis 1990 eine Untersuchung der pharmazeutischen Industrie und verfasste zahlreiche Beiträge zu wissenschaftlichen Publikationen, einschließlich der Herausgabe des Canadian Journal of Psychiatry.
Lowy sitzt im Direktorium der Dundee Corporation, Montreal Museum of Fine Arts, Jewish General Hospital, Canadian Centre for Architecture, und der Sauvé Scholars Foundation.
Lowy war von 1995 bis 2005 Präsident und Vize-Kanzler der Concordia University.
Er leitete als Interims-Direktor die Sauvé Scholars Foundation (2007–2008) und wurde im Mai 2008 in das Direktorium der Sauvé Scholars Foundation gewählt. Er ist Seniorberater des Präsidenten der Stiftung Trudeau.
Am 21. Januar 2011 kehrte er nach dem umstrittenen Abgang von Judith Woodsworth interimistisch in die Position des Präsidenten der Concordia University zurück.
Im Jahr 2000 wurde er zum Offizier des Order of Canada ernannt. Er erhielt Ehrendoktorate an der Universität von Toronto (1998), McGill University (2001), und Concordia University (2008). Lowy ist mit Mary Kay Lowy (Dr. MK O’Neil) verheiratet. Er hat vier Kinder, David, Eric, Adam, und Sarah, und acht Enkelkinder.